# Зуиха, Евдокия
Евдокия Никитична Сивак, более известная как Евдокия Зуиха (укр. Явдоха Микитівна Зуїха; 1 марта 1855, с. Кущинцы, Гайсинский уезд, Подольской губернии, Российская империя — 19 января 1935, Зятковцы, Гайсинский район, Винницкая область, УССР) — украинская и советская народная певица, фольклористка.

## Биография
Родилась крепостной, была неграмотной. С 1883 года жила в с. Гнатовцы, с 1910 года — в с. Зятковцы. Батрачила в Бессарабии и на Херсонщине.
Росла одарённой, обладала феноменальной памятью и тонким эстетическим восприятием, была одной из немногих народных певиц, которая владела поэтическим и певческим талантом. Владела хорошим естественным голосом и своеобразной манерой исполнения. Имела голос широкого диапазона с низким грудным тембром и верхним фальцетом.
В 1888 г. вышла замуж за Василия Олейника из соседнего села Гнатовки. Родила четверых детей. На 51-м году овдовела. В 1910 г. вышла замуж в соседнее село Зятковцы за 73-летнего Д. Жука. В 1919-м снова овдовела.
В 1918—1930 годах фольклорист Игнат Танцюра с её голоса записал 1008 песен (календарно-обрядовых, свадебных, семейно-бытовых, исторических, шутливых, баллад и др.), а также около 400 пословиц и поговорок, 156 сказок, значительное количество загадок и т. п. (опубликовал в 1965 г. в Киеве под названием «Песни Евдокии Зуихи»). Это самый большой по объёму материал, собранный в Украине от одного народного исполнителя. Её песенный репертуар опубликован отдельным сборником.
Также в записях Г. Танцюры опубликованы «Загадки Евдокии Зуихи» (К., 1996). Значительное количество песен и обрядов помещены в работе исследователя «Свадьба в селе Зятковцах» (К., 1998).

## Память
- В 2001 году в с. Зятковцы в её честь установлен мраморный памятник-стела.
- В 2005 году в с. Кущинцы установлен памятник певице.
- В с. Зятковцы именем Евдокии Зуихи названа одна из улиц.